# Серафим (Гачковський)
Єпископ Серафим, (в миру Андрій Володимирович Гачковський, нар. 12 квітня 1925, с. Іванів, Калинівський район, Вінницька область, Українська РСР, СРСР — пом. 14 квітня 1982)  — архієрей Російської православної церкви, єпископ Алма-Атинський та Казахстанський
Народився в сім'ї робітника-залізничника. У 1941 році закінчив 7 класів Холоневської школи. У 1945 році призваний на службу до Радянської Армії.
У 1947 році вступив послушником у Свято-Успенську Почаївську Лавру. 24 липня 1948 пострижений в чернецтво. 28 серпня єпископом Кишинівським і Молдавським Нектарієм (Григор'євим) висвячений у сан ієродиякона.
У 1953 році вступив до Ленінградської духовної семінарії. 27 вересня 1956 року єпископом Сергієм (Голубцовим) висвячений у сан ієромонаха. Після закінчення у 1957 році семінарії, вступив до Ленінградської духовної академії, яку закінчив у 1961 році.
12 вересня 1961 року призначений настоятелем Макаріївської церкви м. Дзержинська Луганської єпархії. У 1964 році переведений настоятелем Покровської церкви м. Краматорська з возведенням у сан ігумена. З 16 грудня 1967 року — член єпархіальної ради Луганської єпархії.
У 1968 році удостоєний звання кандидата богослов'я. У тому ж році 15 жовтня призначено вихователем і економом Одеської духовної семінарії та членом Духовного собору Успенського монастиря (м. Одеса), а з 11 березня 1969 року — викладачем Одеської духовної семінарії.
29 серпня 1969 нагороджений орденом св. рівноап. князя Володимира 3-го ступеня.
19 серпня 1972 року возведений в сан архімандрита.
13 грудня 1975 року в Успенському кафедральному соборі в Одесі хіротонізований на єпископа Алма-Атинської і Казахстанського. Хіротонію здійснювали: митрополит Талліннський і Естонський Алексій (Рідігер), митрополит Херсонський і Одеський Сергій (Петров), єпископ Полтавський і Кременчуцький Феодосій (Дикун), єпископ Вінницький і Брацлавський Агафангел (Саввін).
У 1975 році нагороджений орденом св. равноап. князя Володимира 2-го ступеня.
Він багато дбав про улаштування єпархіального життя. За період його управління в Казахстані в різних містах республіки було побудовано і освячено шість молитовних будинків. Владика Серафим прагнув до того, щоб священнослужителі на всіх парафіях єпархії були добре підготовлені: всіх, хто не закінчував семінарію, він благословляв закінчити її заочно. Любив владика храм і службу Божу. Служив в усі недільні та святкові дні. По середах він завжди брав участь в читанні акафіста святому Миколі, а по суботах — Почаївській іконі Божої Матері. Владика постійно проповідував. Паства любила і поважала його.
Нетривалим було служіння єпископа Серафима на Алма-Атинській кафедрі: 14 квітня 1982 року в 23 години 45 хвилин він помер. Відспівування і поховання 17 квітня (в Велику Суботу) провів архієпископ Ташкентський і Середньоазіатський Варфоломій (Гондаровський) у співслужінні духовенства. Похований єпископ Серафим на міському кладовищі Алма-Ати, поряд з могилами покійних алма-атинських митрополитів Миколая (Могилевського) і  Йосипа (Чернова).